# 陳鳳玲
陳鳳玲（英語：Felicia Chin，1984年10月24日—），前称陈靓瑄。出生于新加坡，是新加坡女演員，新傳媒七公主之一，前為新传媒旗下經紀合約女藝人。是新传媒阿姐之一。
陳鳳玲在丹絨加東女校和維多利亞初級學院 接受教育。她是一名壘球愛好者，在15歲入選新加坡的國家壘球隊，成為該隊歷史上最年幼的壘球員，到18歲才全面退出壘球界。
2014年29岁时全面回歸拍劇。
2017年12月15日，陳鳳玲與小四岁戀人徐鸣杰在新加坡希望教會，首次以基督徒的身份，公開分享生命見證。

## 个人背景
陈凤玲生长在新加坡的一个基督教家庭，父母都是基督教徒。

### 学历
- 丹絨加東女校
- 維多利亞初級學院
- 新加坡國立大學

## 演艺生涯

### 出道前
2003年，陳鳳玲在新傳媒製播《才華橫溢出新秀》節目得到冠軍，剛考上新加坡國立大學的她放棄就學機會，開始了她的演藝生涯。

### 2003年：出道
她的第一部電視劇是以SARS為主題的劇集《無炎的愛》。她第一部擔任女主角的電視劇是《原點》。

### 2004年至2010年：七公主
2006年12月第476期的《I周刊》「封面故事」裡，陳鳳玲與歐萱、謝宛諭、白薇秀、芮恩、劉芷絢、姚懿珊並列被稱為「新傳媒七公主」，事由該年的红星大奖「10大最受歡送女藝人」獎項中，陳鳳玲與其他六位女藝人就佔了一半，因而使新加坡各大媒體紛紛跟風，炒熱「七公主」之名號，直到「七公主」中有三人離開新傳媒，而陳鳳玲也在2010年回到新加坡國立大學就讀為期三年的商業行政系，暫別演藝圈，「七公主」名號才漸漸在媒體界沒落瓦解。
2010年，陳鳳玲趁着学校假期，抽空12天接拍新传媒U频道电视电影《爱情折扣》。

### 2011年至2020年
2011年3個月的年中假期，陳鳳玲也拍攝了新傳媒8頻道電視劇《四个门牌一个梦》。
2018年，首次入围《最佳综艺节目及资讯节目主持人》。她在《一人行.暖人心》里的表现深深触动了观众的心。
2019年，陈凤玲参与了长寿剧《老友万岁》饰演反派护士长"廖美芳（苦瓜妹）"一角，並把該角色演得令人恨得牙痒痒，挥淋漓演技也大獲好評。
2020年，陈凤玲参与了办公室政治剧《森林生存记》饰演破坏别人婚姻的小三"程雅莉（Olivia）"一角，并把该角色演得很好，演技获赞有进步，和视后林慧玲的对手戏备受瞩目，更凭此角色入围《红星大奖2021》最佳女主角，不少媒体看好她能问鼎视后。但最终败给冷马郑惠玉。

### 2021年至今：超级红星
2021年，陈凤玲参与了灵异剧《21点灵》饰演综艺阿姐＂谷欣＂一角，冷酷孤僻但内心却寂寞孤独、害怕失亲却渴望亲人关爱、失亲之痛、后来一场被爆出未婚生女及弃女在记者会上的含泪真情剖白惹哭了不少观众，大获观众掌声，不少观众希望陈凤玲能够凭此剧问鼎视后。同年，红星大奖2021爆冷跌出十大的陈凤玲，未能凑齐十座奖项“上神台”。在红星大奖2022，陈凤玲成功拿下第10座“最受欢迎女艺人”。2023年，在红星大奖2023颁奖礼获封“超级红星”。

## 影视作品

### 電視劇（新加坡新傳媒製作）
| 首播        | 劇名                           | 角色            | 合作演員 | 性質           |
| 2003年      | 無炎的愛                       | 米雪            | 范文芳、鄭斌輝、李銘順、黄文永、向 雲                                                                                                   | 女配角         |
| 2004年      | 我愛我家真情實錄               | 張惠麗          | 劉秋莲、張汶祥、蔡平开、梁 田 | 女配角         |
| 2004年      | 孩有明天II                     | Kit             | 李南星、歐 萱、歐菁仙、張耀棟 | 女配角         |
| 2004年      | 任我遨游                       | 王 彤           | 歐 萱、謝宛諭、趙虹喬、戚玉武、TORO、顏行書、刘芷绚                                                                                     | 女配角         |
| 2005年      | 同心圓I/II                     | 傅寶貝          | 李司棋、方展發、向 雲、彭耀順、刘芷绚、姚玟隆、苏智誠、許美珍、曹国辉、 洪乙心、张耀栋、唐育書、林湘萍、刘玲玲                          | 女配角         |
| 2006年      | 至尊紅顏                       | 歐湘芸          | 范文芳、許立樺、劉芷絢、張向暉 | 女配角         |
| 2006年      | 愛情零度C                      | 麥小玲          | 芮 恩、許立樺、黄俊雄、鄭雪兒 | 女配角         |
| 2006年      | 百萬寶                         | 林小寶          | 李南星、鄭惠玉、江承熹、潘玲玲 | 第二女主角     |
| 2007年      | 螢火蟲的夢                     | 郭瑶瑶          | 詹金泉、陳泓宇、黄智阳、曾詠霖 | 第一女主角     |
| 2007年      | 寶家衛國                       | 歐阳佩佩        | 鄭斌輝、王禄江、方展發、芮 恩 | 第一女主角     |
| 2007年      | 黄金路                         | 林 菲           | 李南星、鄭斌輝、陳莉萍、白薇秀、周初明                                                                                                  | 第二女主角     |
| 2008年      | 心花朵朵開I/II （113集长寿剧） | 陶海桐          | 张耀栋、陈澍城、郑各评、李锦梅、曹国辉、宋怡霏、陳天文、许雅慧、詹金泉、 郭惠雯、黄文永、洪慧芳、林梅娇、林湘萍、苏智誠、周初明、陳麗貞 | 第二女主角     |
| 2008年      | 一切完美                       | Cherry Princess | 許立樺 | 客串主演       |
| 2008年      | 小娘惹 2008年8频道年度台庆剧   | 安 琪           | 向 雲、朱秀鳳、鹤天赐、張河泉、章縝翔                                                                                                   | 特別主演       |
| 2009年      | 雙子星                         | 孙 敏           | 郑惠玉、李南星、范文芳、郑斌辉、张振寰                                                                                                  | 女配角         |
| 2009年      | 添丁发财                       | 黄丽萍          | 郑斌辉、刘芷绚、曹国辉、朱厚任、庄恩扬（童星）                                                                                          | 第一女主角     |
| 2010年      | 泳闯琴关                       | 游泳欣          | 戴陽天、李美玲、黃俊雄、王昱青 | 第一女主角     |
| 2011年      | 四个门牌一个梦                 | 王天胡          | 夏 雨、陳麗貞、陈泓宇、赖怡伶、林梅娇、马艺瑄                                                                                           | 第一女主角     |
| 2012年      | 我們等你                       | 杜思曼          | 黃俊雄、陳罗密欧、苏智誠、宋怡霏、杨志龙、汤灵伊、吴劲威、方伟傑、谢静仪、徐 彬                                                         | 第一女主角     |
| 2014年      | 沖鋒                           | 黄召男          | 李至正、陳禕倫、徐鳴杰、黄思恬 | 第一女主角     |
| 2014年      | 最愛是你                       | 潘小敏          | 方展發、陳欣淇、王禄江、郭舒賢、朱厚任、洪慧芳、杨志龙、曾诗梅                                                                          | 第二女主角     |
| 2014年      | 信約：動盪的年代               | 張敏            | 陈泓宇、陳邦鋆、陈罗密欧、欧萱、黄思恬、李南星、童冰玉、陳泂江、陳漢瑋                                                                  | 第二女主角     |
| 2015年      | 限量爱情                       | 刘秀明          | Bobby Tonelli、杨志龙 | 單元4女主角    |
| 2015年      | 信約：我们的家园               | 張敏            | 陈泓宇、欧萱、瑞恩、张振寰、林明伦、陳邦鋆、陈罗密欧、林慧玲、方伟傑、黃馨慧、陳欣淇、包勳評、徐鳴杰                                    | 第二女主角     |
| 2015年      | 118                            | 陈凤玲 (自己)   | 陳澍城、陈丽贞、陈泰铭、冯伟衷、洪凌、林明哲                                                                                            | 客串           |
| 2015-2016年 | 人生无所畏                     | 庄道涵          | 陳澍城、陳麗貞、陈泰铭、陈莉萍、冯伟衷、张耀栋、黃思恬、黃俊雄、徐鳴杰                                                                  | 第二女主角     |
| 2016年      | 大英雄                         | Cathy           | 黃思恬、雅慧 | 客串           |
| 2017年      | 法網天后                       | 汤美琪          | 張振寰、洪慧芳、陳泰銘、葉良財 | 第一女主角     |
| 2017年      | 卫国先锋                       | 白静雨          | 陳泂江、方展發、陈罗密欧、蔡琦慧、包勳評、郑各评、洪慧芳                                                                                | 女配角         |
| 2017年      | 吃饱没3                        | 琪琪            | 沈炜竣、陳澍城、洪慧芳、陳泰銘、郑各评、马艺瑄                                                                                          | 第一女主角     |
| 2017-2018年 | 小人物向前冲                   | 林书琦          | 向 雲、陈莉萍、陳泰銘、陳麗貞、方伟傑、徐鳴杰、胡佳琪、罗美仪                                                                           | 女配角         |
| 2019年      | 我的左邻右里                   | 彭喜悦          | 方展发、钟 琴、姚文隆、张耀栋、何盈莹、陈一熙、芳榕                                                                                     | 第二女主角     |
| 2019年      | 老友万岁                       | 廖美芳          | 瑞 恩、陈莉萍、陈汉伟、徐 彬、黄振隆、罗美仪、阳光可乐、陈建彬                                                                          | 两大女主角之一 |
| 2020年      | 森林生存记                     | 程雅莉Olivia    | 林慧玲、何盈莹、陈罗密欧、张哲通、向云、陈澍城                                                                                          | 第二女主角     |
| 2021年      | 21點靈                         | 谷欣            | 陳泓宇、黃暄婷、黃炯耀 | 第一女主角     |
| 2022年      | 卫国先锋2                      | 白静雨          | 陈泂江、蔡琦慧、吴劲威、邓伟德、陈政序、陈丽贞                                                                                          | 第二女主角     |
| 2023年      | 嫁给不同世界的你               | 涂悠米          | Jason Godfrey、许美珍、黄晶玲、方展发                                                                                                   | 第一女主角     |

### 電視劇（馬來西亞ntv7與新傳媒聯合製作）
| 首播   | 劇名     | 角色   | 合作演員                               | 性質       |
| 2006年 | 原點     | 石嘉寧 | 林宇中、陳泓宇、鍾曉玉、辛偉廉         | 第一女主角 |
| 2010年 | 星光燦爛 | 徐雯慧 | 龔慈恩、辛偉廉、童冰玉、巫恩儀、莊惟翔 | 第二女主角 |

### 電視電影（新傳媒U頻道製作）
| 首播   | 劇名     | 角色   | 合作演員                              | 性質       |
| 2010年 | 愛情折扣 | 吳涵妮 | 王傳一、張玉華、蘇才忠、張汶祥、易 凌 | 第一女主角 |

### 网剧（Toggle 製作）
| 首播   | 劇名           | 角色     | 合作演員              | 性質           |
| 2017年 | 2589的距离     | 吴薇薇   | 葉勁維                | 第一女主角     |
| 2018年 | 加文纳娇的约定 | 陈菲菲   | 徐鳴杰                | 单元女主角     |
| 2019年 | 北京到莫斯科   | Kloudiia | 黃 河、冯伟衷、吴俐璇 | 两大女主角之一 |

## 主持作品

### 電視
- 2004年：超值玩乐大搜寻
- 2004-2005年：周五娱乐王
- 2006年：都是大发现
- 2007年：美食大专攻
- 2009年：校园 Superstar
- 2013年：大明星，你行吗？

## 獎項纪录

### 演技獎項
| 年份 | 頒獎典禮            | 獎項                   | 劇集                 | 角色   | 結果 | 备注  |
| ---- | ------------------- | ---------------------- | -------------------- | ------ | ---- | ----- |
| 2006 | 第13屆 紅星大獎2006 | 最佳女配角             | 《至尊紅顏》         | 歐湘芸 | 提名 |       |
| 2009 | 第15屆 紅星大獎2009 | 最佳女主角             | 《黄金路》           | 林菲   | 提名 |       |
| 2015 | 第21屆 紅星大獎2015 | 最佳女主角             | 《信約：動盪的年代》 | 張敏   | 提名 |       |
| 2021 | 第26屆 紅星大獎2021 | 最佳女主角             | 《森林生存记》       | 程雅莉 | 提名 | [ 6 ] |
| 2021 | 亚洲影艺创意大奖    | 最佳女主角（新加坡区） | 《森林生存记》       | 程雅莉 | 获奖 |       |
| 2025 | 第30屆 紅星大獎2025 | 最佳女主角             | 《嫁给不同世界的你》 | 徐悠米 | 待定 |       |

### 主持奖项
| 年份 | 頒獎典禮            | 獎項                     | 节目名称       | 結果 | 备注 |
| ---- | ------------------- | ------------------------ | -------------- | ---- | ---- |
| 2018 | 第24届 红星大奖2018 | 最佳综艺及资讯节目主持人 | 一人行，暖人心 | 提名 |      |

### 网络奖项
| 年份 | 頒獎典禮            | 獎項         | 劇集         | 角色   | 結果 | 备注 |
| ---- | ------------------- | ------------ | ------------ | ------ | ---- | ---- |
| 2010 | 第16届 红星大奖2010 | 最喜爱女角色 | 添丁发财     | 黄丽萍 | 提名 |      |
| 2010 | 第16届 红星大奖2010 | 最喜爱女角色 | 双子星       | 孙敏   | 提名 |      |
| 2010 | 第16届 红星大奖2010 | 最喜爱女角色 | 心花朵朵开II | 陶海桐 | 提名 |      |
| 2013 | 第19届 红星大奖2013 | 最喜爱女角色 | 我们等你     | 杜思曼 | 提名 |      |
| 2015 | 第21届 红星大奖2015 | 最喜爱女角色 | 最爱是你     | 潘小敏 | 提名 |      |

### 人气奖项
| 年份 | 頒獎典禮            | 獎項               | 結果 | 备注                     |
| ---- | ------------------- | ------------------ | ---- | ------------------------ |
| 2005 | 第12届 红星大奖2005 | 十大最受欢迎女艺人 | 提名 | 入围二十大最受欢迎女艺人 |
| 2006 | 第13届 红星大奖2006 | 十大最受欢迎女艺人 | 獲獎 |                          |
| 2007 | 第14届 红星大奖2007 | 十大最受欢迎女艺人 | 獲獎 |                          |
| 2009 | 第15届 红星大奖2009 | 十大最受欢迎女艺人 | 獲獎 |                          |
| 2010 | 第16届 红星大奖2010 | 十大最受欢迎女艺人 | 獲獎 |                          |
| 2015 | 第21届 红星大奖2015 | 十大最受欢迎女艺人 | 獲獎 |                          |
| 2016 | 第22届 红星大奖2016 | 十大最受欢迎女艺人 | 獲獎 |                          |
| 2017 | 第23届 红星大奖2017 | 十大最受欢迎女艺人 | 獲獎 |                          |
| 2018 | 第24届 红星大奖2018 | 十大最受欢迎女艺人 | 獲獎 |                          |
| 2019 | 第25届 红星大奖2019 | 十大最受欢迎女艺人 | 獲獎 |                          |
| 2021 | 第26届 红星大奖2021 | 十大最受欢迎女艺人 | 提名 | 入围三十大最受欢迎女艺人 |
| 2022 | 第27届 红星大奖2022 | 十大最受欢迎女艺人 | 獲獎 | [ 4 ]                    |
| 2023 | 第28届 红星大奖2023 | 红星大奖超级红星   | 獲獎 | [ 5 ]                    |

### 其它獎項
| 年份   | 奖项 |
| ------ | --- |
| 2003年 | - 才华横溢出新秀2003－最具活力女新秀 - 才华横溢出新秀2003－最具演技潜质新秀 - 才华横溢出新秀2003－女冠军 |